# Rhina ancylostoma
Rhina ancylostoma és un peix de la família dels rinobàtids i de l'ordre dels rajiformes.

## Morfologia
Pot arribar als 300 cm de llargària total i als 135 kg de pes.

## Reproducció
És ovovivípar.

## Distribució geogràfica
Es troba des de les costes del Mar Roig i de l'Àfrica oriental fins a Papua Nova Guinea, Japó i Nova Gal·les del Sud (Austràlia).